# 科尔尼永
科尔尼永（法語：Cornillon，法語發音：[kɔʁnijɔ̃]）是法国加尔省的一个市镇，属于尼姆区。

## 地理
科尔尼永（44°13'5"N, 4°29'11"E）面积15.58 平方千米，位于法国奧克西塔尼大區加尔省，该省份为法国南部沿海省份，南端濒地中海，北起顺时针与阿尔代什省、沃克吕兹省、罗讷河口省、埃罗省、阿韦龙省和洛泽尔省接壤。
与科尔尼永接壤的市镇（或旧市镇、城区）包括：古达尔格、伊西拉克、塞兹河畔拉罗克、圣安德烈-德罗克佩尔蒂、圣克里斯托尔-德罗迪耶尔、圣洛朗德卡尔诺尔、韦尔弗伊。

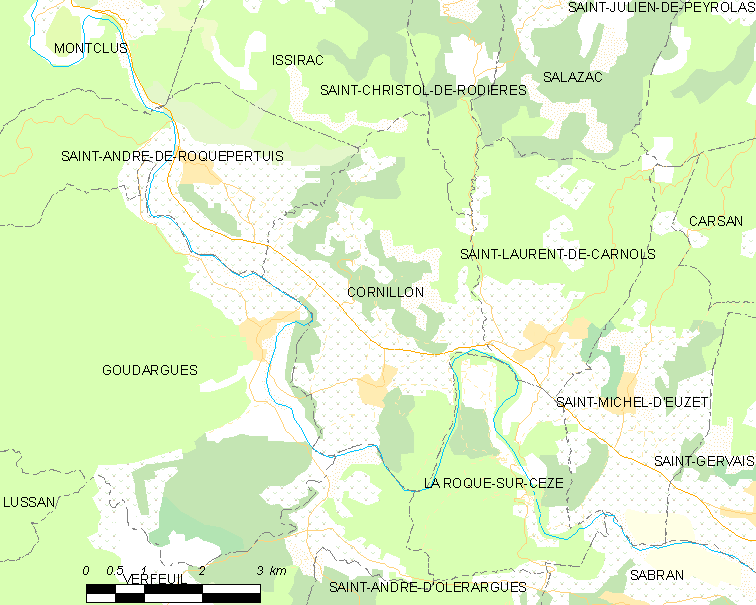
科尔尼永的OSM定位图

科尔尼永的时区为UTC+01:00、UTC+02:00（夏令时）。

## 行政
科尔尼永的邮政编码为30630，INSEE市镇编码为30096。

## 政治
科尔尼永所属的省级选区为蓬圣埃斯普里县。

## 人口

1962-2008年间科尔尼永人口变化图示

科尔尼永于2022年1月1日时的人口数量为908人。